# Elisabetta de Gambarini
Elisabetta de Gambarini, nascuda a Marylebone, Ciutat de Westminster, Londres, Anglaterra, el 7 de setembre de 1731, fou una compositora anglesa, mezzosoprano, organista, clavecinista, pianista, directora d'orquestra i pintora del segle xviii.
La música d'Elisabetta de Gambarini es classifica entre el període del barroc tardà i el classicisme. Fou la primera dona compositora a la Gran Bretanya a publicar una col·lecció de música per a teclat. Morí a l'edat de 33 anys a Londres el 9 de febrer de 1765.

## Vida
Filla de nobles, Charles Gambarini, conseller del Landgrave d'Hesse-Kassel i noble de Lucca, Itàlia, i Joanna (Giovanna Paula) Stradiotti, de Dalmàcia. De Gambarini fou la tercera de quatre fills, i l'única germana que pogué sobreviure fins a l'edat de la maduresa.
Es va casar el 20 de març de 1764 amb Etienne Chazal a St Martin-in-the-Fields. Sent la senyora Chazal tan sols pogué oferir un concert, ja que va morir menys d'un any després del seu casament.
Fou enterrada al St. James, Westminster. Més tard, però, la seva mare va revelar que Elisabetta de Gambarini havia tingut una filla, Giovanna Georgiana Chazal. Es creu que van morir totes dues en el part, fet molt comú en aquells anys, tot i que no es coneix amb prou certesa.

## Formació musical
En venir d'una família noble, va poder gaudir de la possibilitat de rebre instrucció musical des de ben petita, sota la guia d'un mestre de música.
Durant un dels seus concerts benèfics, va demanar la partitura de Francesco Geminiani d'El Bosc Encantat (The Inchanted Forest), per aquesta raó es creu que n'havia estat deixebla.
I és que durant el període clàssic el nombre de dones que participaven en la composició musical va augmentar significativament. La classe mitjana estava en expansió i, en aquest context, es va fer popular saber cantar i tocar el piano i saber de música era considerat un èxit social, que reflectia la gentilesa de la família.

## Com a cantant
Elisabetta de Gambarini va començar la seva carrera cantant en l’Occasional Oratiorio de Handel (1746-1747). També va actuar com la primera dona israelita en la primera actuació de Judas Maccabaeu (1747) i Josep i els seus germans (1747). El seu nom també apareix en interpretacions de Samson i el Messies de Handel; però les dates exactes en són desconegudes.

## Com a compositora
El 1748, gràcies a la reputació que havia obtingut, Elisabetta de Gambarini va dur a terme el seu propi concert benèfic. Ella cantava i tocava les pròpies composicions amb orgue. Fou la primera dona compositora a Gran Bretanya a publicar una col·lecció de música per a teclat.
- També va publicar en la seva adolescència, Six Sets of Lessons for the Harpsichord ('Sis conjunts de lliçons per a clavicordi'): són composicions a dues veus (excepte March in Sonata IV, que és a tres veus)
- Més tard, al 1750, va publicar Lessons for the Harpsichord Intermix’d with Italian and English Songs, dedicat al príncep de Gal·les. Són peces curtes, les lletres de les quals es basen en lliçons morals o al·lusions clàssiques.
- Més tard es va publicar XII English & Italian Songs for a German flute and Thorough Bass.
- Opera III el 1750, composta principalment per a vent en fusta.

- War March
- Victory for voice and organ
- Forest Scene for horns and timpani
- Tho Mars, Still Friends to France
- The Friendly Wish
- Forgive Ye Fair
- Honour, Riches, Marriage-Blessing from The Tempest
- Overture for French Horns
- Overtures
- Organ concertos
- Solos for piano and violin
- Ode for chorus

El seu estil d'escriptura era simple, i molts cops destaca per ser enèrgica. La seva música va ser valorada per molts músics entre els quals molts músics de renom, com G. F. Handel i Francesco Geminiani, així com ducs, advocats, barons, senyors o capitans.
Actualment, en el petit volum Women Composers for the Harpsichord, de Barbara Harbach, hi apareixen tres obres d'Elisabetta de Gambarini, juntament amb algunes peces de les compositores Marianne von Martínes i Marianna Auenbrugger.